# Tantilla calamarina
Tantilla calamarina är en ormart som beskrevs av Cope 1866. Tantilla calamarina ingår i släktet Tantilla och familjen snokar. Inga underarter finns listade i Catalogue of Life.
Denna orm lever i västra Mexiko vid Stilla havet. Utbredningsområdet sträcker sig från delstaten Sinaloa till norra delen av delstaten Guerrero. En avskild population förekommer i södra Guerrero. Tantilla calamarina hittas även på ögruppen Islas Marías. Individerna vistas i låglandet och i bergstrakter upp till 1050 meter över havet. Honor lägger ägg.
För beståndet är inga hot kända och hela populationen bedöms som stabil. IUCN kategoriserar arten globalt som livskraftig.